# مولنجان
مولنجان هي قرية في مقاطعة أصفهان، إيران. يقدر عدد سكانها بـ 550 نسمة بحسب إحصاء 2016.